# Komisja Rządząca

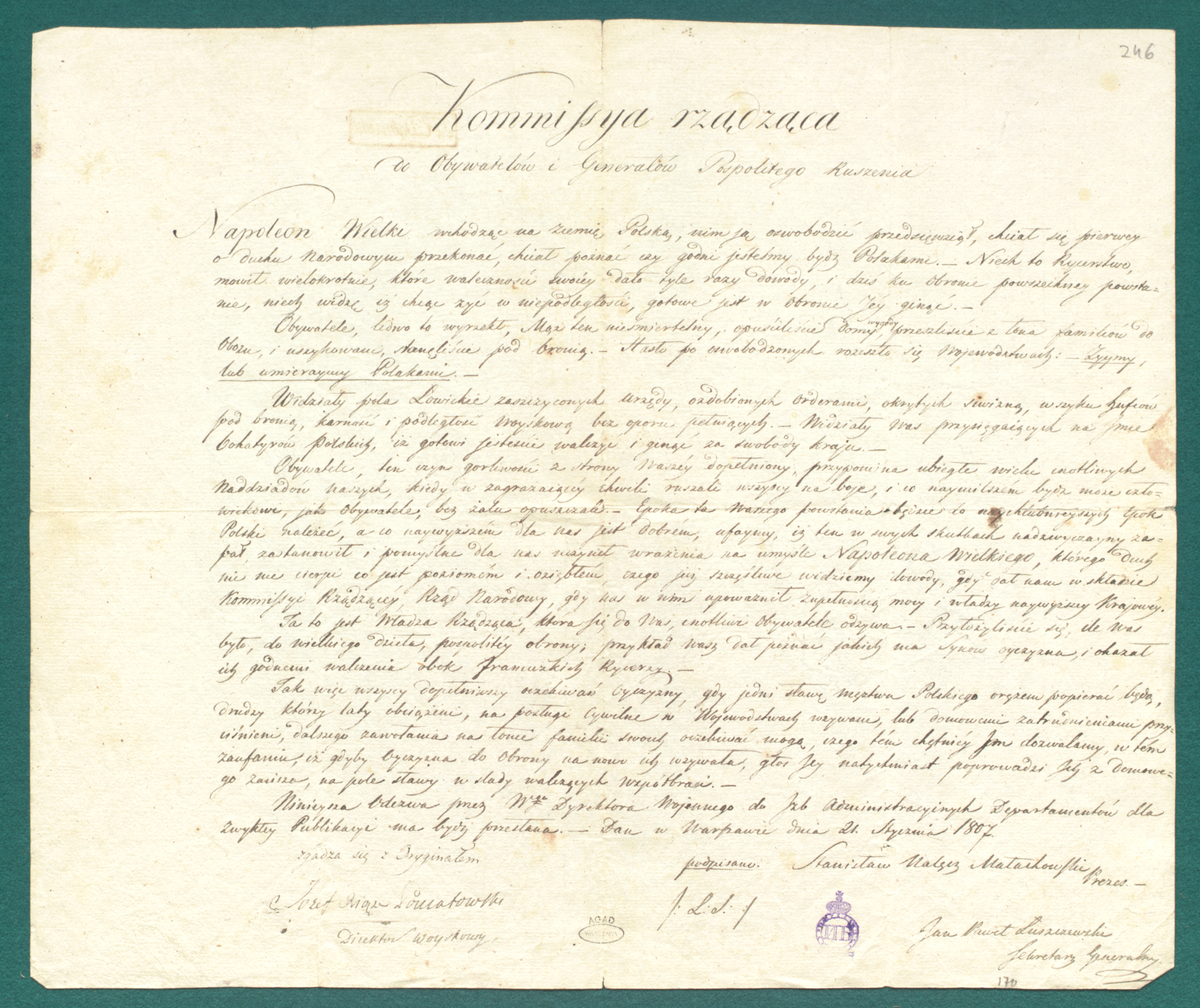
Odezwa Komisji Rządzącej z 27 stycznia 1807 roku

Komisja Rządząca – tymczasowy rząd Księstwa Warszawskiego, powołany dekretem cesarza Napoleona I. Działał od 14 stycznia do 5 października 1807 roku.
W skład Komisji Rządzącej weszli: Stanisław Małachowski (prezes), Piotr Bieliński, Ksawery Szymon Działyński, Ludwik Szymon Gutakowski, Stanisław Kostka Potocki, Jan Paweł Łuszczewski (sekretarz generalny), Walenty Faustyn Sobolewski, Józef Wybicki.
Zakres władzy określał dekret urządzający, który pozbawiał Komisję uprawnień ustawodawczych w sprawach ustrojowych przyszłego państwa jak i prowadzenia przez niego samodzielnej polityki zagranicznej. Musiała składać raporty ze swojej działalności francuskiemu Ministrowi Sekretarzowi Stanu Hugo Maretowi.
Komisja powołała Dyrektorium Generalne, pełniące funkcję Rady Ministrów, składające się z 5 dyrektorów, stojących na czele 5 resortów, którzy mieli sprawować właściwy zarząd krajem w sprawach skarbowych, wojskowych, sprawiedliwości, administracji i policji krajowej.
Komisja przywróciła sądy stanowe karne w I instancji i sprawy cywilne w II. Uporządkowano sprawy wojskowe poprzez ustalenie kryteriów  rekrutacji do armii dzięki czemu m.in. istniało regularne wojsko polskie.

## Skład Dyrektorium Generalnego
- Prezes Stanisław Małachowski
- Resort Wojny – książę Józef Poniatowski
- Resort Spraw Wewnętrznych – Stanisław Breza
- Resort Policji – Aleksander Potocki
- Resort Sprawiedliwości i Wyznań – Feliks Łubieński
- Resort Skarbu – Jan Nepomucen Małachowski (do 5 lutego 1807), później jego obowiązki pełnili Tadeusz Mostowski (nigdy funkcji nie objął), Stanisław Breza